# فيونا ريد
فيونا ريد (بالإنجليزية: Fiona Reid)‏ هي ممثلة بريطانية، ولدت في 24 يوليو 1951 في المملكة المتحدة. من الجوائز التي نالتها جائزة دورا مافور مور ‏.

## جوائز
- جائزة دورا مافور مور [الإنجليزية]‏

## وصلات خارجية
- فيونا ريد على موقع IMDb (الإنجليزية)
- فيونا ريد على موقع قاعدة بيانات الفيلم (الإنجليزية)